# Everglades, monde mystérieux
Pour plus de détails, voir Fiche technique et Distribution.
Everglades, monde mystérieux (Prowlers of the Everglades) est un film documentaire américain réalisé par James Algar en 1953 pour Walt Disney Productions et fait partie de la série True-Life Adventures. Ce documentaire nous montre la vie quotidienne des animaux des Everglades dans le sud de la Floride aux États-Unis.

## Fiche technique
- Titre original : Prowlers of the Everglades
- Titre français : Everglades, monde mystérieux
- Réalisation : James Algar
- Scénario : Winston Hibler
- Image : Alfred Milotte
- Animation : Joshua Meador, John Hench, Art Riley
- Effets spéciaux : Ub Iwerks
- Son : C. O. Slyfield
- Montage : Anthony Gerard
- Musique : Paul J. Smith
- Production : Ben Sharpsteen
- Société de production : Walt Disney Productions
- Société de distributeur : Buena Vista Distribution
- Pays : États-Unis
- Langue : Anglais
- Format : Couleur - 35 mm - son mono
- Genre : documentaire
- Durée : 32 minutes
- Date de sortie :
  - États-Unis :9 juin 1953

Sauf mention contraire, les informations proviennent des sources suivantes : IMDb

## Distribution
- Winston Hibler : narrateur

## Production
Lors d'un voyage en août 1948 en Alaska, Walt Disney rencontre Alfred Milotte, propriétaire d'un magasin d'appareils photos et sa femme institutrice Elma. Ils engagent une discussion sur les documentaires consacrés à l'Alaska dont le résultat sera le poste de photographe sur la série de documentaires animaliers True-Life Adventures. Le premier épisode est L'Île aux phoques (On Seal Island) sorti en décembre 1948. Plusieurs courts métrages sont réalisés dans cette série grâce à des séquences tournées par des naturalistes photographes. En l'absence de distributeur soutenant le format des longs métrages documentaires, la série dont la production se poursuit n'est pas distribuée. Pour résoudre ce problème, Disney fonde en 1953 sa propre société de distribution, la filiale Buena Vista Distribution, et ainsi assurer la distribution de ces films assez éloignés des productions d'animation.
Le film a été diffusé à la télévision le 27 février 1957 dans l'émission Walt Disney Presents sur ABC sous le titre The Crisler Story: Prowlers of the Everglades accompagné d'une bande annonce pour le documentaire Le Désert de l'Arctique (1958).